# Expedição Síria (995)
A Expedição Síria (995) foi uma breve invasão bizantina da Síria liderada por Basílio II Bulgaróctono (r. 976–1025) destinado a desencorajar o agressivo Califado Fatímida de conduzir uma contínua, embora infrutífera, tentativa de absorver o Estado vassalo bizantino de Alepo.

## Antecedentes
A intervenção fatímida na Alepo bizantina começou em 983 quando o general circassiano Baquejur rebelou-se contra a dinastia hamadânida reinante e foi empregado pelos árabes. Em 12 de setembro, Baquejur tentou sitiar Alepo, mas logo retirou-se ao território fatímida ao ouvir da chegada iminente do general bizantino Leão Focas, o Jovem. No final de 990, outra tentativa para tomar Alepo foi feita por Baquejur, que agora formalmente fazia parte da burocracia fatímida como governador de Damasco. Essa invasão, contudo, foi rapidamente combatida pelo emir de Alepo, Sade Adaulá (r. 967–991), com a assistência de 6 000 tropas bizantinas trazidas pelo duque de Antioquia, Miguel Burtzes. Baquejur foi capturado e executado em Naura em abril de 991, e a paz foi assegurada momentaneamente.
As operações fatímidas recomeçaram em 992 sob o general turco Manjutaquim. Manjutaquim moveu-se para norte, tomando Homs, derrotando um exército hamadânida em Apameia, e liderando cerco para Alepo por um mês. Uma enxurrada de trocas diplomáticas então começaram entre o novo emir alepino, Saíde Adaulá, Burtzes, Manjutaquim e Basílio. Adaulá requiriu ajuda militar do imperador e enviou uma delegação para Constantinopla para tentar contactar Basílio, que estava lutando na Bulgária. No meio tempo, Manjutaquim contactou Burtzes numa tentativa de dissuadi-lo de tomar ação contra suas forças, mas Burtzes logo recebeu um emissário de Constantinopla com ordens para lutar contra os árabes, e então ele partiu com uma força de 5 000 homens. Ainda em 992, Manjutaquim continuou a atacar em torno de Alepo e Antioquia antes de retirar-se para Damasco. Na primavera de 994, Manjutaquim novamente entrou em Alepo e derrotou Burtzes em sua tentativa para bloquear o exército de cruzar o rio Orontes. Alepo foi sitiada. Burtzes enviou o general Leão Melisseno contra os fatímidas, mas foi derrotado em Apameia em 15 de setembro, perdendo 5 000 homens, e o cerco continuou.

## Intervenção de Basílio
Alepo enviou um apelo final e desesperado para Basílio dizendo que estava sem provisões e a cidade logo cairia, seguida de Antioquia. Em resposta a isso, Basílio rapidamente retornou para Constantinopla e reuniu um exército de 17 000 homens, que marchou através do império à Síria, chegando em Antioquia em março. Manjutaquim fugiu logo ao confirmar a presença de Basílio. Basílio, contudo, queria desencorajar outro ataque árabe contra Alepo, e decidiu invadir fundo na Síria. Ele rapidamente tomou Apameia e Rafaneia. Basílio conseguiu arrasar Homs e sitiar Trípoli por um mês antes de partir. Ele logo voltou para Antioquia e então retornou para Constantinopla para continuar sua guerra com os búlgaros.